# Makedonci u Vojvodini
Makedonci su jedna od nacionalnih manjina u autonomnoj pokrajini Vojvodini u Republici Srbiji.

## Jezik i vjera
Govore makedonskim jezikom i srpskim jezikom. Po vjeri su pravoslavni.

## Naseljenost
Prema popisu iz 2002. u Vojvodini je živjelo 11.785 Makedonaca.
Najviše ih je u Banatu u općinama Plandište, gdje čine 9,69% i u Pančevo, gdje čine 4,14%.

## Povijest
Na područje današnje Vojvodine su u najvećem broju došli u 20. st. za Jugoslavije, osobito nakon Drugog svjetskog rata. To je bilo dijelom planske kolonizacije Vojvodine u kojoj je po određenoj kvoti sudjelovala NR Makedonija. Drugi razlog je doseljavanje u Vojvodinu kao posljedica ekonomske migracije.

## Stanje po popisima
Statistike prije 2. svjetskog rata ih bilježe kao Srbe ili kao Bugare. 
1948. ih je bilo 9090 odnosno 0,5% i bili su 9. po brojnosti.
1953. ih je bilo 11.622 odnosno 0,5% i bili su 8. po brojnosti.
1961. ih je bilo 11.622 odnosno 0,7% i bili su 8. po brojnosti.
1971. ih je bilo 16.527 odnosno 0,8% i bili su 8. po brojnosti.
1991. ih je bilo 16.641 odnosno 0,8% i bili su 8. po brojnosti.
2002. ih je bilo 11.785 odnosno 0,58% i bili su 11. po brojnosti. Pad na ljestvici je posljedica od srbijanskih vlasti promicane podjele u hrvatskoj zajednici, predratnoj trećoj po brojnosti manjini, na Hrvate, Bunjevce, Šokce, kao i velikoj etničkoj mimikriji kojoj su pribjegle brojne nacionalne manjine, među ostalim izjasnivši se i kao Jugoslaveni, kojima se tako naglo povećao broj.